# Puchar Europy w narciarstwie alpejskim 2021/2022
Puchar Europy w narciarstwie alpejskim 2021/2022 – zawody Pucharu Europy w narciarstwie alpejskim w sezonie 2021/2022. Rywalizacja mężczyzn rozpoczęła się 29 listopada 2021 r. w szwajcarskim Zinal, zaś kobiet tego samego dnia w austriackim Mayrhofen. Ostatnie zawody z tego cyklu zostały rozegrane 20 marca 2022 r. w Soldeu. 

## Puchar Europy w narciarstwie alpejskim kobiet
Wśród kobiet, Pucharu Europy z sezonu 2020/2021 broniła Norweżka Marte Monsen. Tym razem najlepsza okazała się Austriaczka Franziska Gritsch.
W poszczególnych klasyfikacjach triumfowały:
- zjazd:  Juliana Suter
- slalom:  Aline Danioth
- gigant:  Simone Wild
- supergigant:  Christina Ager

## Puchar Europy w narciarstwie alpejskim mężczyzn
U mężczyzn, Pucharu Europy z sezonu 2020/2021 bronił Austriak Maximilian Lahnsteiner. Tym razem najlepszy okazał się Włoch Giovanni Franzoni.
W poszczególnych klasyfikacjach triumfowali:
- zjazd:  Ralph Weber
- slalom:  Alexander Steen Olsen
- gigant:  Joan Verdú
- supergigant:  Giovanni Franzoni